# Иван Кутузов
Иван Кутузов, по прякор Кути, е български художник – карикатурист.

## Биография
Учи в Националната художествена гимназия, а през 1986 година завършва Художествената академия. Работи две години като миньор в рудник „Бобов дол“ и 14 години като учител. Сътрудничи с карикатури на ежедневния и периодичния печат, като през последните години се изявява на страниците на вестниците „Капитал“ и „Дневник“.
За творбите си Иван Кутузов е носител на множество национални и международни отличия, сред които:
- 2004 – Първа награда на 9-ия международния Салон на карикатурата в Земун, Сърбия, [2]
- 2005 – Специална награда на 10-ия международния Салон на карикатурата в Земун, [3]
- 2005 – Голямата награда за карикатура на СБХ, [4]
- 2005 – Международна награда на конкурса „Майстори на карикатурата“, Пловдив, [5]
- 2008 – Първа награда на 13-ия международния Салон на карикатурата в Земун. [6]